# Zhou Haibin
Zhou Haibin (chiń. upr. 周海滨; chiń. trad. 周海濱; pinyin Zhōu Hǎibīn; ur. 19 lipca 1985 w Dalian) – chiński piłkarz występujący na pozycji pomocnika. Zhou karierę rozpoczął w szkółce piłkarskiej Shandong Luneng Taishan, zaś w pierwszej lidze zadebiutował w wieku 17 lat. W 2009 roku był piłkarzem holenderskiego PSV Eindhoven, lecz nie zagrał w nim żadnego meczu. W 2010 roku powrócił do swego macierzystego klubu, a w 2013 przeszedł do Tianjin Teda.
W 2007 roku, Zhou wystąpił wraz ze swoją reprezentacją na Pucharze Azji. Grał też w Pucharze Azji i Pucharze Azji 2004.